# Yang Zhenming
Yang Zhenming, detto Yang Shouzhong - Yang Sau Chung (1910 – 1985), è stato un artista marziale cinese.
Fin da giovane età seguì suo padre Yang Chengfu nello studio del taijiquan. All'età di 14 anni aveva compreso l'energia del taijiquan ed era estremamente competente nelle tecniche della sciabola, della spada e della lancia ed era divenuto l'assistente di suo padre. Yang Shouzhong all'età di 19 anni andò nella provincia di Anhui e più tardi insegnò Taiji in Nanchino. Dopo viaggiò con suo padre, attraversando le province di Zhejiang, Fujian e Guangdong. Dopo la morte di Yang Chengfu, Yang Shouzhong si stabilì in Canton per insegnare.
Nel 1949 si spostò a Hong Kong e aprì una scuola di arti marziali, dove insegnava. In Hong Kong, Macao e in altri paesi dell'Asia sud-orientale ci sono molti suoi allievi. Yang Shouzhong prese il libro scritto da suo padre prima della morte, "Tutti i principi e le applicazioni del taijiquan" e ne fece varie riedizioni. Fece anche immagini di Yang Chengfu e pubblicò il libro illustrato "Applicazioni a due e variazioni sul taijiquan", che poi fu disponibile in tutto il mondo. Nel 1985 morì, lasciando le sue tre figlie a Hong Kong a portare avanti la sua causa e continuare a insegnare taijiquan stile Yang e tre discepoli, Ip Tai Tak, Chu Jing Soon (Boston), Chu King Hung (Londra), con il quale fondò la Itcca - International Tai Chi Chuan Association.